# Fonts baptismaux de Roscoff
Les fonts baptismaux de l'église Notre-Dame à Roscoff, une commune du département du Finistère dans la région Bretagne en France, sont créés en 1690 par Guillaume Lerrel (1657–1715) et Alain Castel (1646–1707). Les fonts baptismaux avec baldaquin sont depuis 1988 classés monuments historiques au titre d'objet.

## Description
La cuve octogonale est posée sur une colonne cylindrique moulurée. Le baldaquin est soutenu par huit colonnes galbées en bois, reposant sur des bases rectangulaires, surmonté d'une coupole sommée d'un ange.

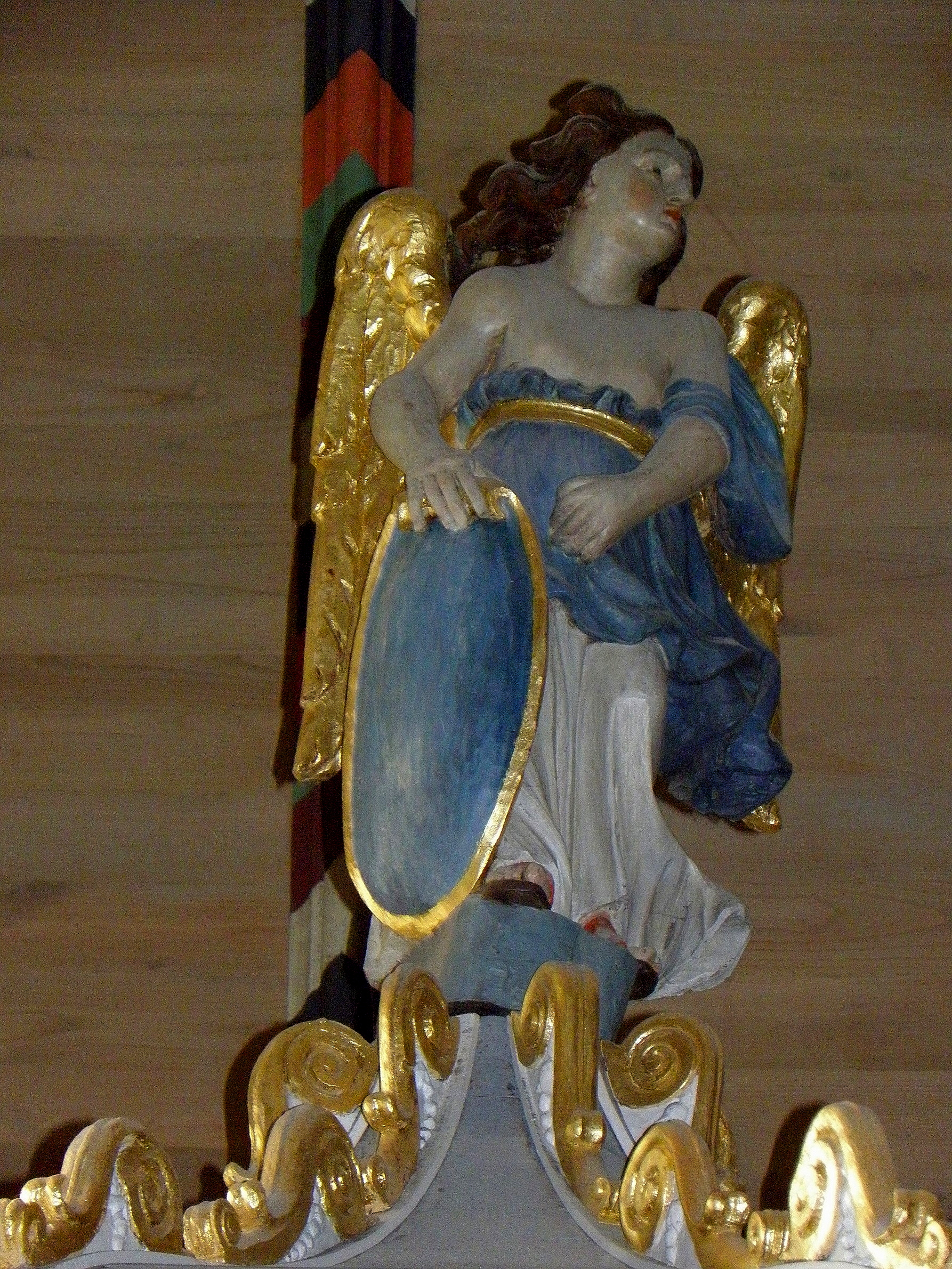
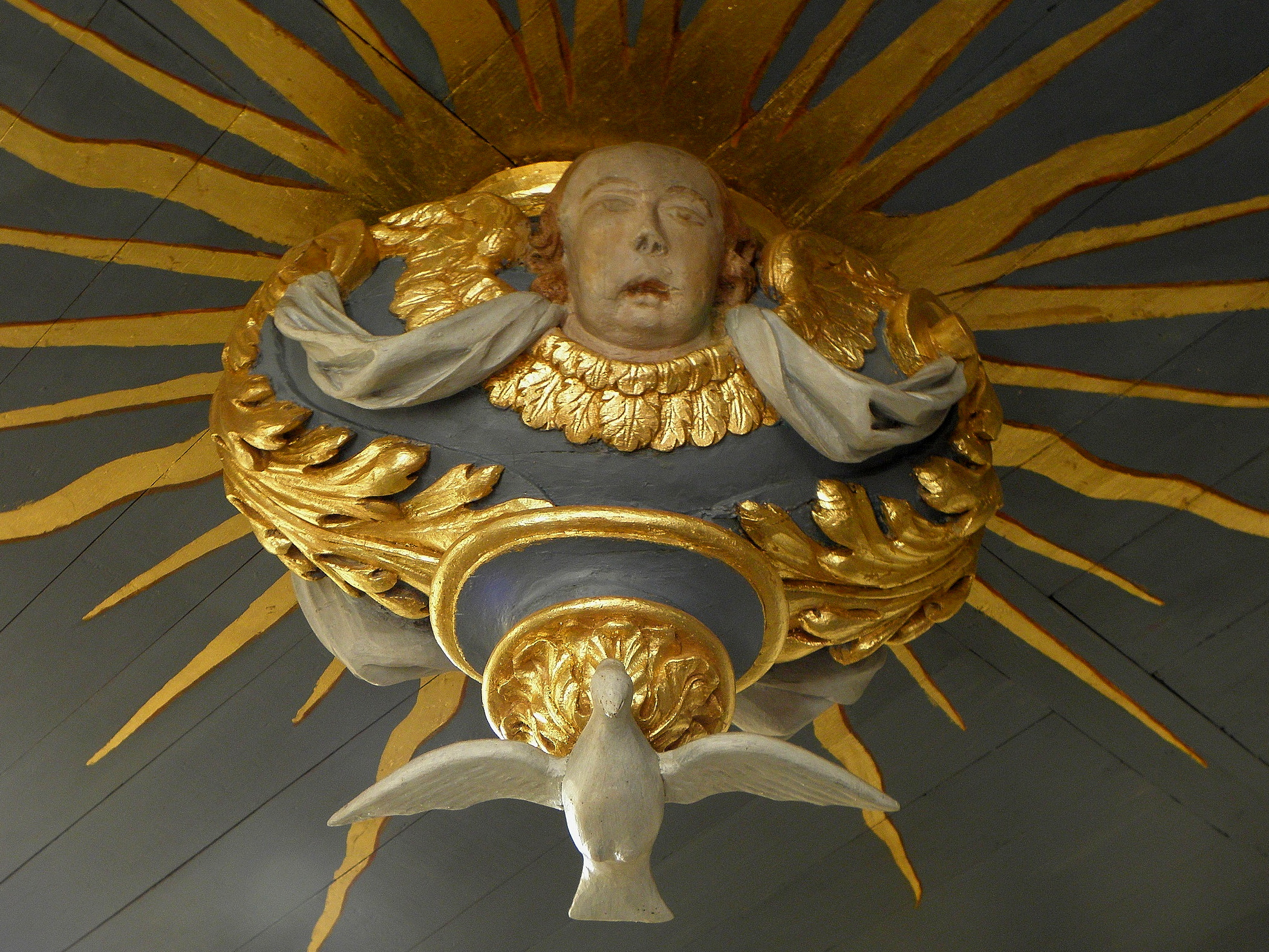
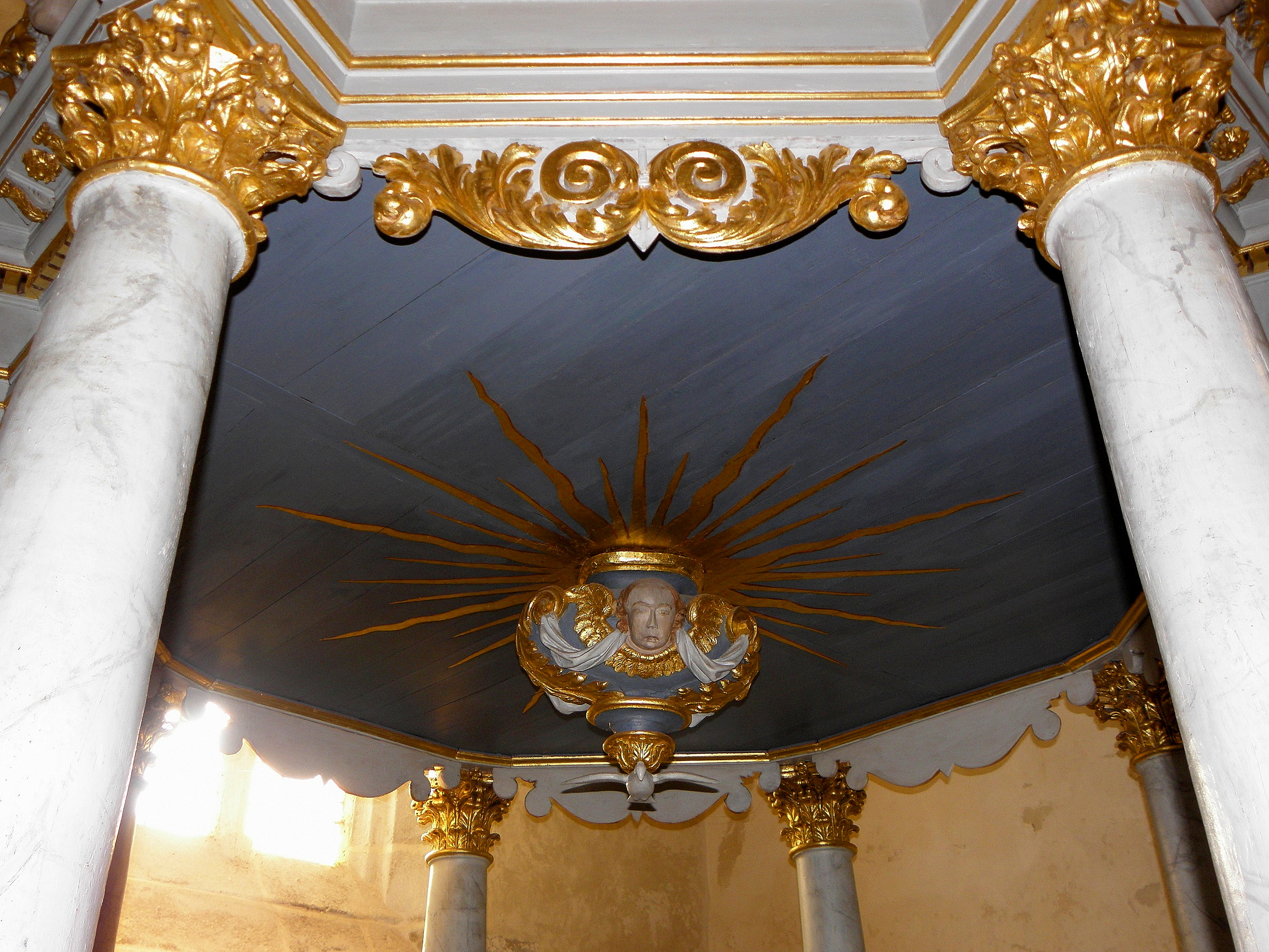